# Paliwoda (Biestrzynnik)

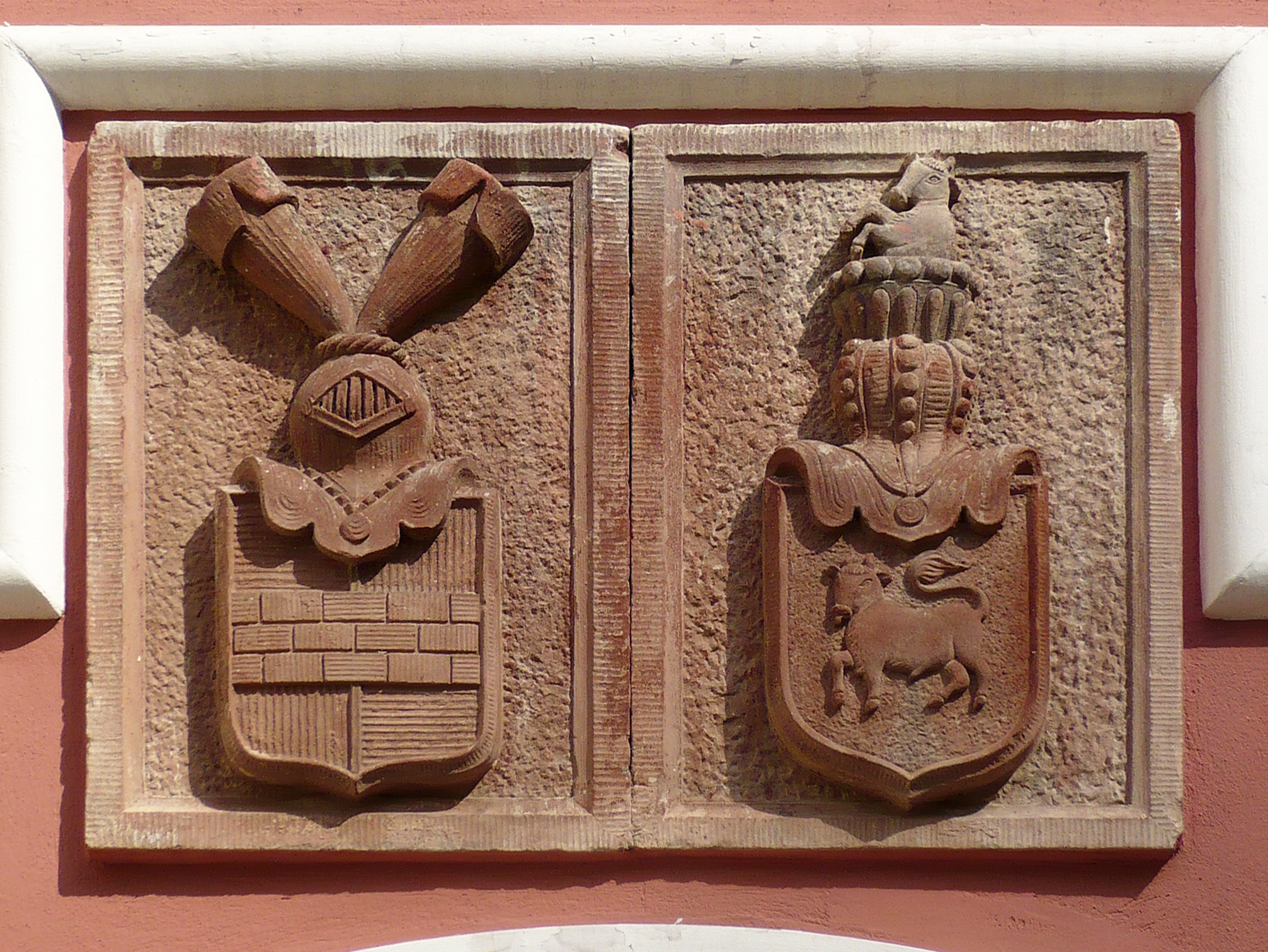
Kartusz na Dworze Górnym z herbem Tschischwitzów (lewy) i Aulocków (prawy)

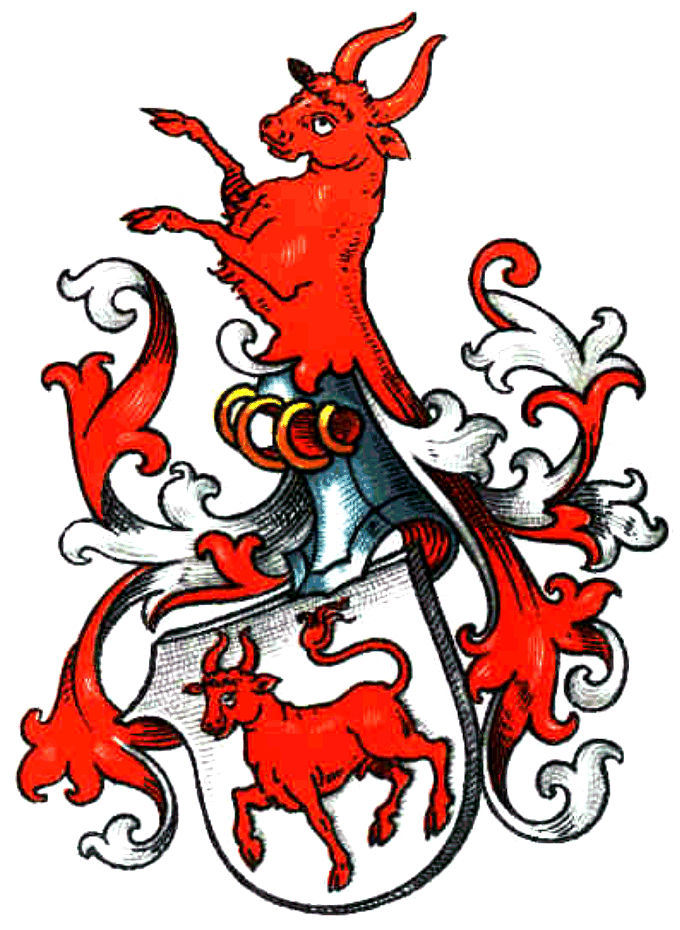
Herb Aulocków

Paliwoda – przysiółek wsi Biestrzynnik w Polsce, położony w województwie opolskim, w powiecie opolskim, w gminie Ozimek.
W latach 1975–1998 przysiółek położony był w ówczesnym województwie opolskim.

## Historia
Alfred von Aulock z Paliwody na Opolszczyźnie był właścicielem Dworu Górnego w Nowej Rudzie.